# Аврасин, Яков Давидович
Я́ков Дави́дович Авра́син (18 октября 1905 — 18 ноября 1994) — советский учёный, доктор технических наук, профессор; основоположник создания конструкционных композиционных материалов для изделий авиационной и ракетной техники на основе стеклопластиков и дельта-древесины.

## Биография
В 1932 году окончил Харьковский физико-химико-математический институт по специальности «химик-исследователь».
С 1933 по 1994 г. работал во Всероссийском научно-исследовательском институте авиационных материалов, пройдя путь от инженера до начальника лаборатории.

## Научная деятельность
Разработанные им материалы в годы Великой Отечественной войны были основным конструкционным материалом самолётов МиГ, ЛаГГ и др. В послевоенное время разработал более 50 марок стеклопластиков, которые нашли широкое применение в космических аппаратах, самолётах, вертолётах, а также в других отраслях промышленности.
Автор более 150 научных трудов и авторских свидетельств. Им подготовлены десятки специалистов для авиационной отрасли.

### Избранные труды
- Аврасин Я. Д., Гудимов М. М. Формование деталей из органического стекла для остекления самолетов. — [М.] : Оборонгиз, 1949 (Тип. ВИАМ). — 19 с. — (Всесоюз. науч.-исслед. ин-т авиационных материалов. Инструкция ; № 233-48)
- Аврасин Я. Д., Киселев Б. А. Стеклотекстолит — новый конструкционный материал для самолетостроения. — [М.] : Тип. ЦАГИ, 1949. — 27 с. — (Министерство авиационной промышленности СССР. Труды; [№] 96).
- Аврасин Я. Д., Хрипунов М. А. Склеивание и сварка органического стекла : (Взамен инструкции № 6) : Утв. Техн. отд. Министерства авиац. пром-сти и ВИАМ 20/V-1946 г. — [М.] : Тип. Оборонгиза, [1947]. — 12 с. — (Всесоюз. науч.-исслед. ин-т авиационных материалов. Инструкция ; № 116-46).
- Машиностроение : Энциклопед. справочник / Гл. ред. акад. Е. А. Чудаков.
  -  — Т. 4: / [Я. Д. Аврасин, В. А. Аронович, Н. И. Бабкин и др.]; Отв. ред. И. А. Одинг. — М. : Изд-во и 1-я тип. Машгиза в Л., 1947. — 8+428 с.
  -  — Т. 7: / [М. И. Бабчиницер, Я. Д. Аврасин, А. Д. Ассонов; Отв. ред. В. М. Кован]. — 1948. — 12+708 с.
- Стеклопластики : Пер. с англ. / Под ред. Я. Д. Аврасина. — М. : Изд-во иностр. лит., 1961. — 481 с.
- Стеклотекстолиты и другие конструкционные пластики : Сб. статей / Под ред. Я. Д. Аврасина. — М. : Оборонгиз, 1960. — 169 с.
- Справочник машиностроителя / Гл. ред. д-р техн. наук проф. Э. А. Сатель. — 1956.
  -  — Т. 5: / [Я. Д. Аврасин, Е. В. Антошин, М. И. Бабчиницер и др.]. — 4+795 с.
  -  — Т. 6: / [Я. Д. Аврасин, П. П. Берг, М. Л. Бернштейн и др.]. — 4+500 с.

## Награды
- орден Трудового Красного Знамени (16.9.1945)
- орден «Знак Почёта»
- медали
- Почётный авиастроитель СССР[2].